# Відкритий чемпіонат Франції з тенісу 2022
Відкритий чемпіонат Франції з тенісу 2022 — тенісний турнір, що проходив на відкритих ґрунтових кортах Стад Ролан Гаррос у Парижі з 22 травня по 5 червня 2022 року. Це був 126-й Відкритий чемпіонат Франції, другий турнір Великого шолома в календарному році. 
Турнір включав змагання в одиничному та парному розряді серед чоловіків та жінок. Юніори розіграли першості в одиничному та парному розряді серед хлопців та дівчат. Було проведено також одичночні та парні змагання на візках для тенісистів з обмеженими можливостями. Парні змагання серед легенд тенісу у чоловіків  проходили у двох категоріях — до 45 років та понад 45 років.  
Свої титули в одиночних розрядах  захищали Новак Джокович серед чоловіків та Барбора Крейчикова у жінок.

## Турнір
Турнір проходив під егідою Міжнародної федерації тенісу і був складовою частиною ATP та WTA турів сезону 2022. Матчі гралися на 22 кортах, серед яких 3 шоу-корти: корт Філіппа Шартріє, корт Сюзан Ланглен та корт Сюзан Матьє.
Уперше на турнірі було запроваджено  супертайбрейк у вирішальному сеті, де переможцем стає той, хто першим набрав 10 очок при різниці в принаймні два виграні м'ячі.

## Огляд подій та результатів
У чоловіків переміг Рафаель Надаль, для якого це рекордна 14-та перемога на паризьких кортах. Він довів кількість своїх титулів Великого шолома до 22-х.
У жіночому одиночному розряді перемогла Іга Швйонтек з Польщі. Для неї це друга перемога в чемпіонаті Франції й другий мейджор загалом. 
У змаганні чоловічих пар перемогла сальвадорсько-нідерландська пара Марсело Аревало / Жан-Жульєн Роєр. Для Аревало це перша перемога в турнірах Великого шолома,  Роєр виграв мейджор утретє, хоча вперше у змаганні чоловічих пар на чемпіонаті  Франції. Загалом, враховуючи чемпіонство Франції у міксті, для Роєра це вже четвертий грендслем.  Він став найстаршим переможцем мейджора у парному розряді з початку Відкритої ери. 
У змаганні жіночих пар перемогли господарки Каролін Гарсія та   Крістіна Младенович. Для Гарсії це другий парний грендслем, обидва рази перемогу вона здобувала на кортах Ролан-Гаросу. Для Младенович це шостий виграний мейджор, чотири рази вона вигравала чемпіонат Франції, а загалом, враховуючи дві перемоги в міксті Младенович  вісім титулів Великого шолома. 
Перемогу в змаганні змішаних пар здобула японсько-нідерландська пара Ена Сібахара /  Веслі Колгоф. Для обох це була перша перемога в мейджорах.

## Результати фінальних матчів

### Дорослі
| Одиночний розряд. Чоловіки Детальніше |                              |                         |
| Рафаель Надаль                        | Каспер Руд                   | 6–3, 6–3, 6–0           |
|                                       |                              |                         |
| Одиночний розряд. Жінки Детальніше    |                              |                         |
| Іга Швйонтек                          | Коко Гофф                    | 6-1, 6-3                |
|                                       |                              |                         |
| Парний розряд. Чоловіки Детальніше    |                              |                         |
| Марсело Аревало Жан-Жульєн Роєр       | Іван Додіг Остін Крайчек     | 6–7(4–7), 7–6(7–5), 6–3 |
|                                       |                              |                         |
| Парний розряд. Жінки Детальніше       |                              |                         |
| Каролін Гарсія Крістіна Младенович    | Коко Гофф Джессіка Пегула    | 2–6, 6–3, 6–2           |
|                                       |                              |                         |
| Мікст Детальніше                      |                              |                         |
| Ена Сібахара Веслі Колгоф             | Ульрікке Ейкері Йоран Фліген | 7–6(7–5), 6–2           |
|                                       |                              |                         |

### Юніори
| Одиночний розряд. Хлопці     |                              |               |
| Габріель Дебрю               | Жиль Арно Байї               | 7–6(7–5), 6–3 |
|                              |                              |               |
| Одиночний розряд. Дівчата    |                              |               |
| Луціє Гавлічкова             | Солана Сьєрра                | 6-3, 6-3      |
|                              |                              |               |
| Парний розряд. Хлопці        |                              |               |
| Едас Бутвілас Мілі Полічак   | Гонсало Буено Ігнасіо Бусе   | 6–4, 6–0      |
|                              |                              |               |
| Парний розряд. Дівчата       |                              |               |
| Сара Бейлек Луціє Гавлічкова | Нікола Бартункова Селін Наеф | 6–3, 6–3      |
|                              |                              |               |